# Johann Adam von Bicken

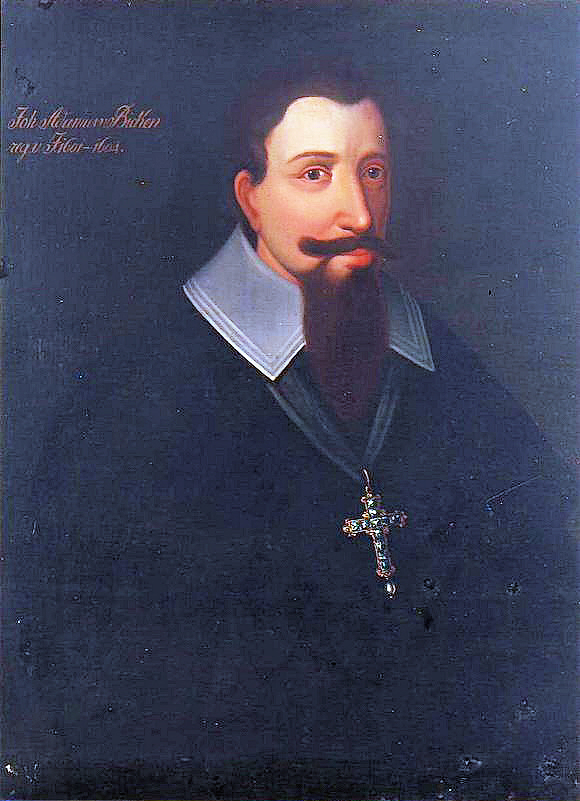
Porträt des Kurfürsten (17. Jahrhundert)

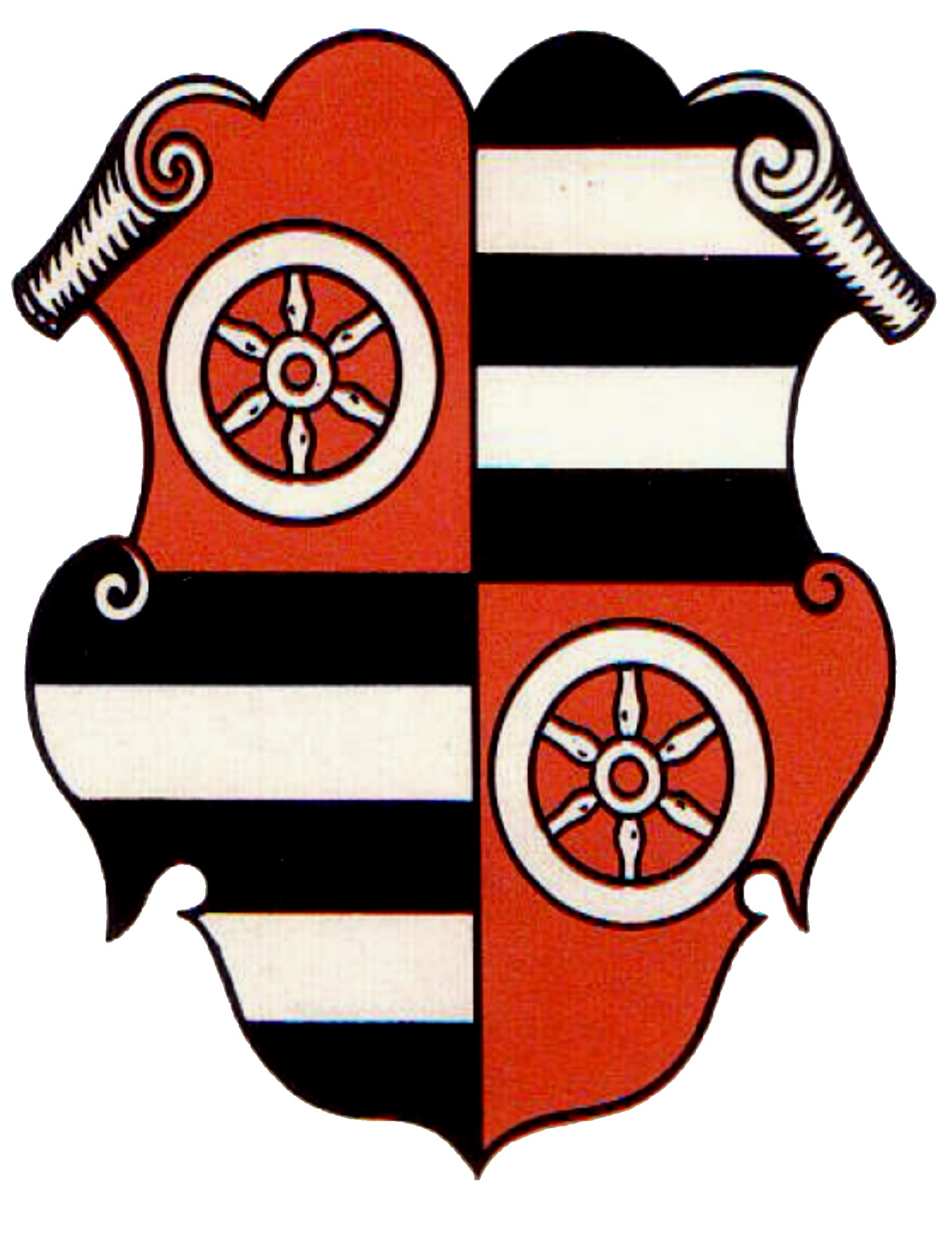
Wappen des Erzbischofs von Mainz

Johann Adam von Bicken (* 27. Mai 1564 auf Burg Hainchen; † 11. Januar 1604 in Aschaffenburg) war von 1601 bis 1604 Erzbischof und Kurfürst von Mainz und damit Erzkanzler des Heiligen Römischen Reiches.

## Leben
Johann Adam von Bicken, aus dem Geschlecht derer von Bicken, wurde auf dem Stammschloss der Familie, der Burg Hainchen im Siegerland am 27. Mai 1564 geboren. Sein Vater war der kurmainzische Marschall Philipp von Bicken, seine Mutter Anna Brendelin von Homburg, eine Schwester des Kurfürsten Daniel Brendel von Homburg.
Den Elementarunterricht erhielt er in Würzburg und Mainz, wo er auch die damals üblichen sieben freie Künste studiert haben dürfte, danach setzte er seine Studien an der Jesuitenakademie in Pont-à-Mousson (1582–1584), Bourges, Toulon und in Italien fort. Er sprach Französisch und Italienisch.
Schon im Alter von nicht ganz 10 Jahren erhielt Johann Adam von Bicken 1574 durch seinen Onkel, den damals regierenden Mainzer Erzbischof und Kurfürsten Daniel Brendel von Homburg, ein Kanonikat im Mainzer Domkapitel.
1590 berief Erzbischof und Kurfürst Wolfgang von Dalberg ihn in seine kurfürstliche Kanzlei, in der er verschiedene Verwaltungsaufgaben übernahm, belegt ist z. B. die Teilnahme im Herbst 1597 am Reichstag (HRR) zu Regensburg.
1595 erfolgte seine Wahl zum Domscholaster, er ließ sich aber nicht zum Priester weihen, was eigentlich als Bedingung zu diesem Amt erfordert wurde.
Johann Adam von Bicken starb erst 39-jährig, nach nicht einmal vierjähriger Regierungszeit, an einem Halsleiden am 11. Januar 1604 in Aschaffenburg. Die Überführung seiner Leiche von Aschaffenburg nach Mainz erfolgte mit dem Schiff, dort wurde er dann im Dom am 23. Januar 1604 feierlich beigesetzt.

## Kurfürst
Die Wahl Johann Adam von Bickens zum Kurfürsten und Erzbischof von Kurmainz am 15. Mai 1601, also 10 Tage nach dem Tode seines Vorgängers Wolfgang X. von Dalberg, scheint ohne Gegenstimme erfolgt zu sein. Glückwünsche zu seiner Wahl erhielt der neue Landesherr von kaiserlicher Seite als auch von Papst Clemens VIII., doch das Pallium wurde ihm wegen finanzieller Forderungen der römischen Kurie erst am 30. März 1602 in Mainz übergeben. Allerdings war die Bestätigung seiner Wahl durch das Konsistorium der Kardinäle schon am 27. August 1601 erfolgt.

### Konfessionalisierung
Mit Johann Adam begann auch im Erzstift Mainz der Prozess der Konfessionalisierung, die aus innerer Überzeugung wie auch aus dem Bestreben der Machtsicherung erfolgte.
Er verlangte beispielsweise von seinen Beamten, dass sie sich zum katholischen Glauben bekennen sollten oder er ersetzte in einigen Orten lutherische Prediger oder Pfarrer durch katholische Priester.
In Nachahmung des päpstlichen Jubeljahres von 1600 hat Johann Adam ein öffentliches Bekenntnis zum katholischen Glauben im Mainzer Erzstift ablegen lassen. In Mainz fanden diese Feierlichkeiten Mitte August 1602 statt, wobei die Hauptfeierlichkeiten mit Prozessionen und einer zentralen Messe am Feste Mariä Himmelfahrt (15. August 1602) stattfand. In den anderen Städten und Gebieten des Erzstiftes ließ Johann Adam von Bicken ebenfalls solche Bekundungen durchführen, die der Befestigung des katholischen Glaubensbekenntnisses dienen sollten. Die Teilnahme an Prozessionen und Messe war für alle Untertanen verpflichtend.
Der Schuldenberg des Erzbistums scheint relativ hoch gewesen zu sein, pastorale Vorhaben wie beispielsweise den Bau und den Unterhalt eines Priesterseminars konnten aus Geldmangel nicht durchgeführt werden. Johann Adam von Bicken wehrte sich auch gegen eine erneute Anhebung der Türkensteuer durch Kaiser Rudolf II., konnte dies aber nicht verhindern.
Ein Bündnis der katholischen Reichsstände gegen die Pfälzer schien ihm dringend, kam aber wegen seines frühen Todes nicht zustande.

### Hexenprozesse
Das Bild des jungen, auf Sicherung und Ausbau des katholischen Bekenntnisses bedachten Kurfürsten ist dadurch stark getrübt, dass er Bestrebungen zur Hexenverfolgung nachgab. Der Erzbischof ließ nämlich, wie sein Nachfolger Johann Schweikhard von Cronberg, Hunderte Hexenprozesse in Kurmainz durchführen. Von 1601 bis 1604 fanden unter Kurfürst Johann Adam von Bicken im ganzen Hochstift 650 Hinrichtungen vermeintlicher Hexen statt.
Ähnliche massive Verfolgungen lassen sich in Süddeutschland nur in den Hexenprozessserien der Hochstifte Bamberg und Eichstätt sowie in Würzburg und Ellwangen nachweisen.
Ein späterer Chronist schrieb: „Unser Rheingau mit dem übrigen Erzstifte (mochte) die göttliche Vorsicht preisen, dass sie Erzbischofs Johann Adam Regierungs-Tage gekürzt hat, bey deren Verlängerung sicherlich zwey Drittheile seiner Unterthanen als angebliche Zauberer und Unholde des Feuertodes gestorben sey würden.“
Ein Zeitgenosse des Regenten kommentierte seine Regentschaft: „1603 unternahm der hochwürdigste Herr größere Anstrengungen, zwei Seuchen auszumerzen. Die eine war die Aberkunst der Zauberer und Hexen, die andere die der Häresie. Gegen erstere verordnete er scharfe Befragung und gerichtliche Untersuchungen und an manchen Orten wurden zahlreiche Weiblein als Hexen verbrannt.“
Am 5. August 1603 ließ der Erzbischof den reformierten Pfarrer Anton Praetorius, Kämpfer gegen Hexenprozesse und Folter in Oberwöllstadt inhaftieren, entließ ihn aber einige Wochen später nach Protesten des Heidelberger Kurfürsten Friedrich IV. aus dem Gefängnis.
Siehe auch: Bistum Mainz und Kurmainz

## Rezeption
Während das sonstige Handeln des Bischofs weitgehend verblasst ist, wird seine kompromisslose Durchsetzung der Gegenreformation in Verbindung mit Hexenverfolgungen auf diversen Internetseiten häufig erwähnt.
Zeitgenössische Musik: In Avantasia, einer Metal-Oper von Tobias Sammet, dem Frontmann der Band Edguy, 2002 geschrieben und komponiert, spielt Bischof Johann Adam von Bicken im Zusammenhang mit Hexenprozessen im Bistum Mainz eine Rolle.